# Fritz Manteuffel
Friedrich "Fritz" Manteuffel (11 de janeiro de 1875 – 21 de abril de 1941) foi um ginasta alemão, que competiu em provas de ginástica artística.

## Carreira
Em 1896, representou a Alemanha nos Jogos de Atenas na Grécia. Na ocasião, venceu as disputadas das provas coletivas da ginástica. Integrante da equipe alemã ao lado de Gustav Flatow, Alfred Flatow, Georg Hillmar, Konrad Böcker, Fritz Hoffmann, Karl Neukirch, Richard Röstel, Gustav Schuft, Carl Schuhmann e Hermann Weingärtner, foi medalhista de ouro nas barras paralelas e na barra horizontal.